# مارتن وليامز
مارتن وليامز (بالإنجليزية: Martin Williams)‏ (12 يوليو 1973 لوتن المملكة المتحدة - ) هو لاعب كرة قدم بريطاني، يلعب كمهاجم.

## مسيرته

### مسيرته مع الأندية
- 1991 - 1995 لعب مع نادي لوتون تاون 40 مباراة سجل خلالها هدفين.
- 1995 - 1995 لعب مع كولتشستر يونايتد 3 مباريات.
- 1995 - 1995 لعب مع نادي بانغور 3 مباريات سجل خلالها هدف.
- 1995 - 2000 لعب مع نادي ريدينغ 127 مباراة سجل خلالها 26 هدف.
- 2000 - 2001 لعب مع سويندون تاون 19 مباراة سجل خلالها هدفين.
- 2001 - 2001 لعب مع نادي بيتربورو يونايتد 15 مباراة سجل خلالها هدفين.
- 2001 - 2003 لعب مع ستيفيناغ بوروه 47 مباراة سجل خلالها 5 أهداف.
- 2003 - 2003 لعب مع نادي وكينغ 10 مباريات سجل خلالها هدف.

## روابط خارجية
- مارتن وليامز على موقع قاعدة بيانات كرة القدم.إي يو (الإنجليزية)
- مارتن وليامز على موقع Soccerbase.com (لاعب) (الإنجليزية)